# Actus Tragicus (serieskapargrupp)
Actus Tragicus är en sammanslutning av israeliska alternativa serieskapare. Här ingår Rutu Modan, Batia Kolton, Mira Friedmann, Itzik Rennert och Yirmi Pinkus.